# Emerico Lobo de Mesquita

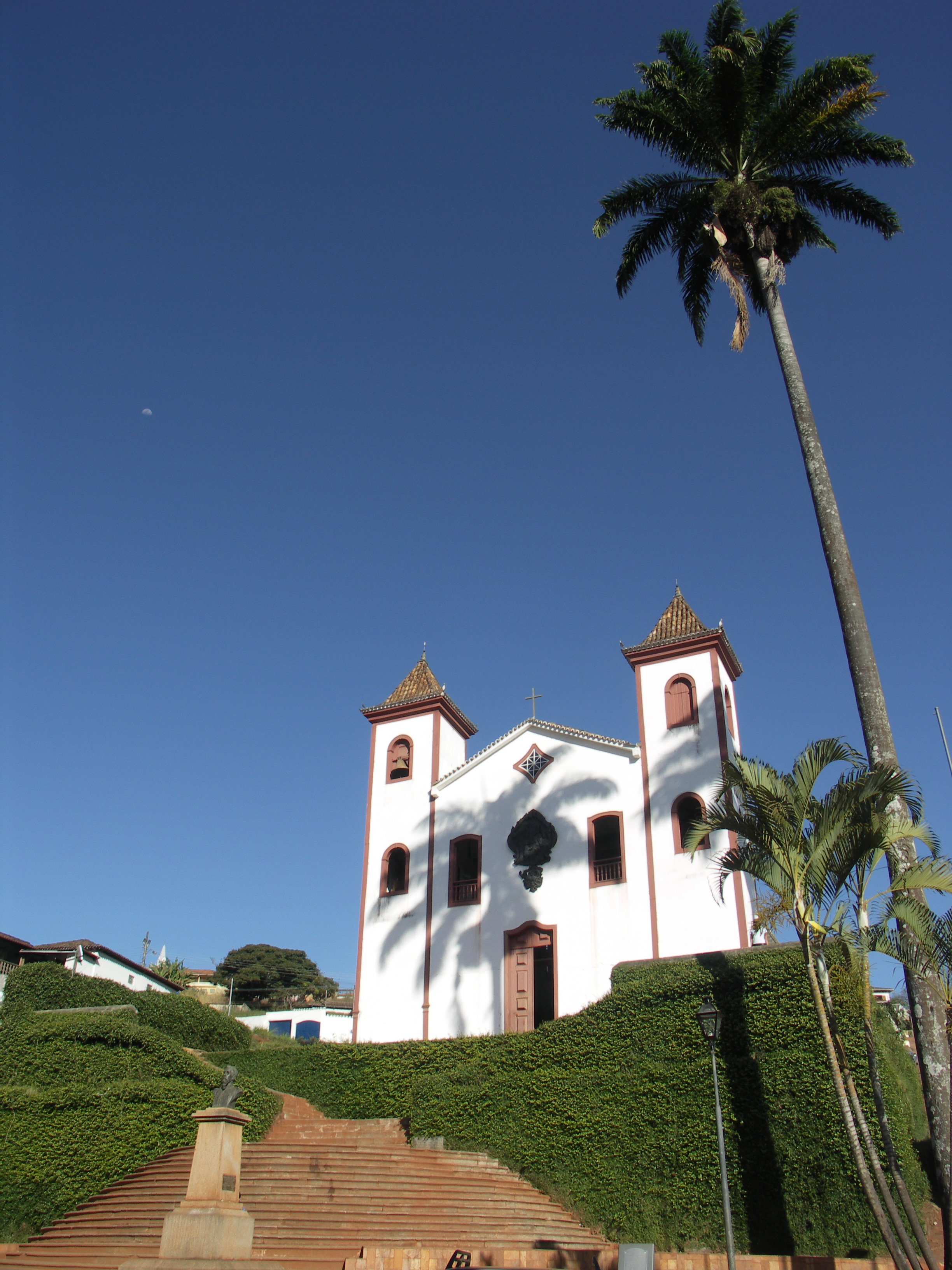
Serro. Nuestra Señora del Carmen

José Joaquim Emerico Lobo de Mezquita (Vila del Príncipe, actual Serro, 12 de octubre de 1746-Río de Janeiro, mayo de 1805) fue un organista, maestro, compositor y profesor brasileño. Su vida es apenas conocida y apenas documentada. Vivió en la época del florecimiento de la región de Minas Gerais, con ocasión del descubrimiento del oro y de las piedras preciosas. 
Es patrono de la silla número 4 de la Academia Brasileña de Música, considerado uno de los grandes exponentes, si no el mayor, de la llamada Escuela de Minas, y uno de los mayores nombres de la música erudita brasileña de todo el período colonial.

## Biografía

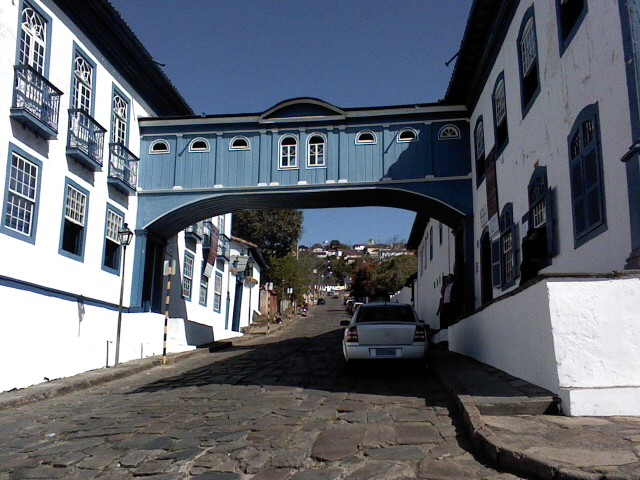
Passadiço da Glória en Diamantina

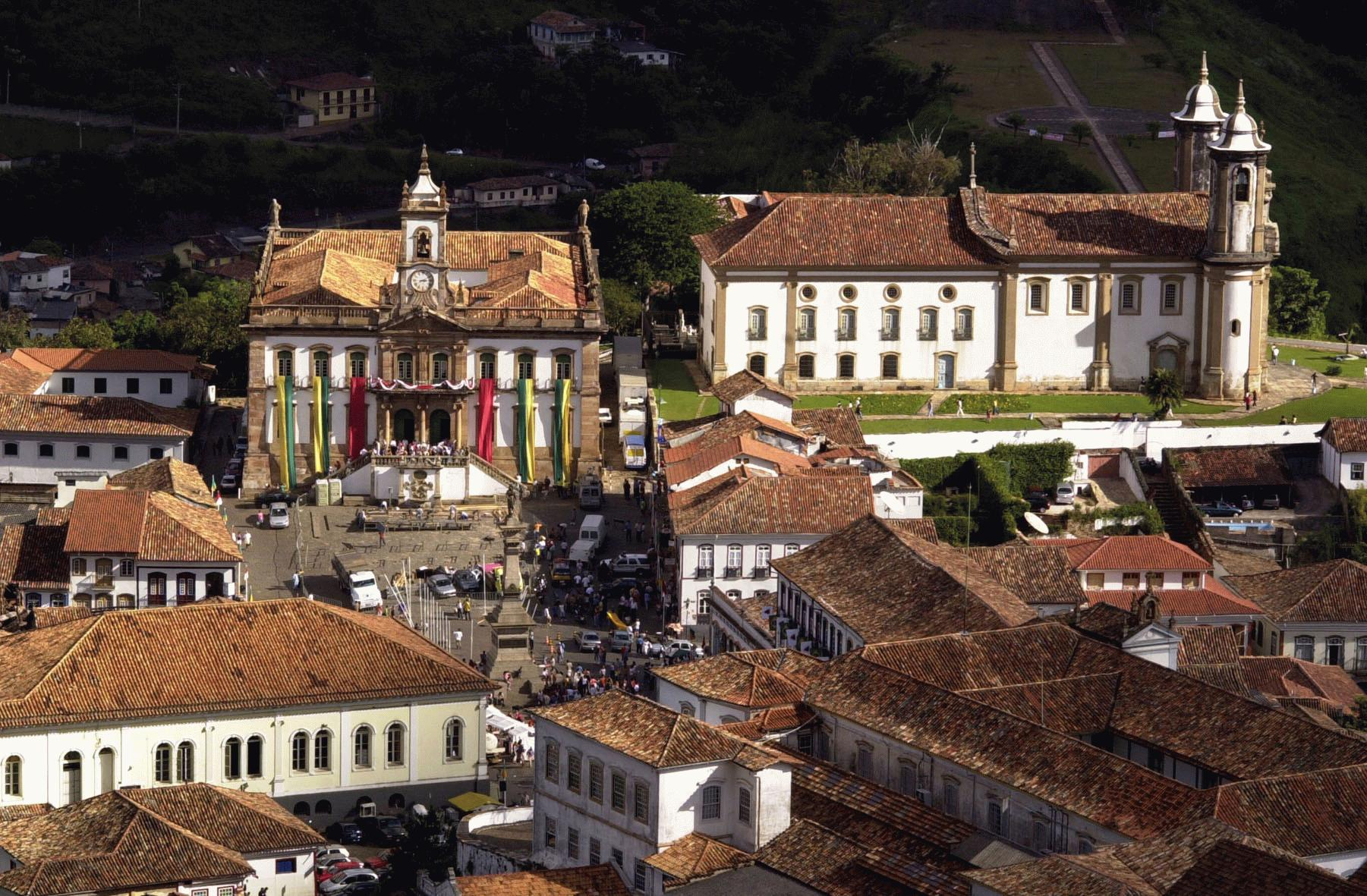
Ouro Preto. Iglesia de Nuestra Señora del Carmen

Poco se sabe sobre su vida. La fecha y sitio de nacimiento, transmitidos por Geraldo Dutra de Moraes, son dudosos, pues nunca fue encontrada documentación comprobatória. El primer registro razonablemente seguro sobre él, aceptado por Curt Lange, es de 1765, cuando habría sido citado en uno de los libros de pagos de Senado de la Cámara del Serro. La siguiente aparición, según Sérgio Pires, solo se da en 1774, cuando recibió el pago de 37 octavas de oro por su dirección de la música para el Corpus Christi en Serro. La mayor parte de los registros subsiguentes no dice nada sobre su persona, y lo muestran solo recibiendo pagos o haciendo contratos para presentaciones y encomiendas de composiciones. En Serro habría aprendido su arte, bajo la orientación del maestro de capilla local, Manuel de la Costa Dantas, pero Lange admite la posibilidad de que pudiera haber ido a perfeccionarse en Portugal. Permaneció en Serro hasta cerca de 1776, y entonces, por motivos desconocidos, se mudó al Arraial del Tejuco (actual Diamantina). Probablemente allí haya compuesto su obra más antigua conocida, la Misa para Miércoles de Ceniza (1778).

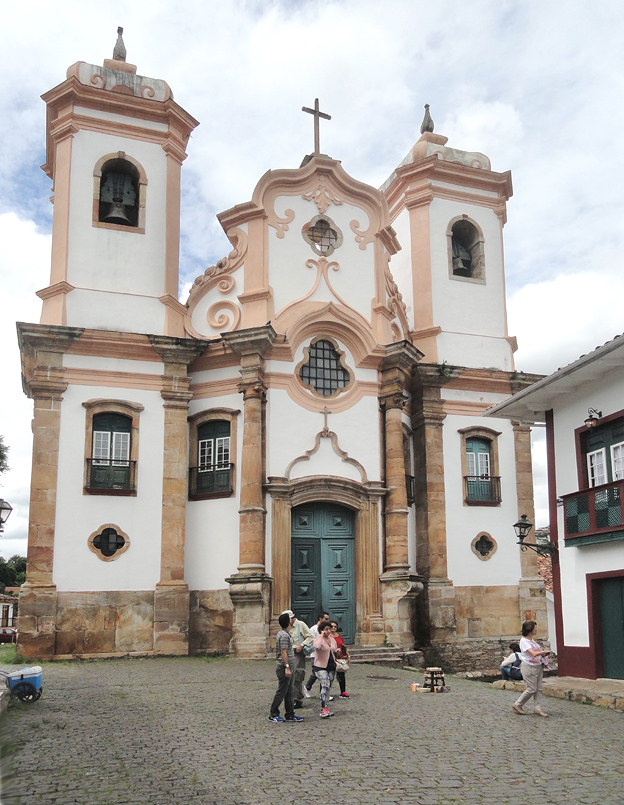
Iglesia Matriz de Nuestra Señora del Pilar - Ouro Preto

En el Tejuco se ligó a la Hermandad del Santísimo Sacramento, que funcionaba en la iglesia de San Antonio, actuando con ella entre 1783 y 1798. Sin embargo, trabajó para otros templos locales, como la Iglesia de Nuestra Señora de la Merced, y desempeñó un cargo administrativo en la iglesia de la confraternidad de Nuestra Señora de las Mercedes de los Criollos entre 1788 y 1789. A partir de 1783 es citado como organista de la Iglesia de San Antonio, donde probablemente fue el responsable de la instalación del órgano construido por el padre Manuel de Almeida Silva. Al entrar en la Orden Tercera de Nuestra Señora del Carmen en 1789, trabajó también para ella como organista, usando otro instrumento construido por Almeida Silva, y que aún sobrevive. Entre 1792 y 1792 desempeñó cargos administrativos en la Hermandad de Nuestra Señora del Amparo y compuso un oratorio para la Semana Santa. En la misma villa fue alférez del Tercio de la Infantería de los Pardos y compuso otras piezas sacras. También dio clases.
En Vila Rica (actual Ouro Preto), donde fue en 1798 por probables problemas financieros, ingresó en la Orden Tercera de Nuestra Señora del Carmen, a la que dio sus mayores esfuerzos, y tuvo la experiencia de conocer a otros importantes compositores de la región, como Marcos Coelho Neto (padre e hijo), Francisco Gomes da Rocha, Florencio José Ferreira Coutinho y Jerome de Souza Lobo. En Vila Rica rige la música para el triduo del período 1798-1799 en la Iglesia Matriz de Nuestra Señora del Pilar, y las Cuarenta Horas, del período siguiente (1800-1801).
En torno a 1800 dejó la Vila y partió para Río de Janeiro, dejando como sucesor a Francisco Gomes de la Roca. A partir de 1801 es registrado como organista en las misas de la iglesia de la Orden Tercera del Carmen, recibiendo el salario de 40 mil réis. Falleció pocos años después, en 1805, en la misma ciudad.

## Obra
Toda su obra conocida forma parte del campo de la música sacra. Trabajó principalmente ligado a las hermandades religiosas, tocando órgano en los templos, dirigiendo orquestas y produciendo piezas para el culto y festividades de la Iglesia. Su estilo, como fue la regla en la región en su tiempo, es una original mezcla de referencias renacentistas, barrocas clasicistas, con predominio de las últimas.
Su obra continuó apreciada tras su muerte dentro de círculos limitados y, hasta mediados del siglo XX, fue recordado principalmente como eximio organista, pero algunas composiciones nunca dejaron de ser ejecutadas por las orquestas tradicionales mineras.
Después de los años 40 del siglo XX comenzó su recuperación por la crítica, pero aún hoy hay muchas lagunas en el entendimiento de su arte y su trayectoria. Del total de su producción, calculada en cerca de 500 composiciones, quedan menos de 90, muchas de autoría disputada. Sobreviven pocos manuscritos autógrafos.

### Contexto y estilo

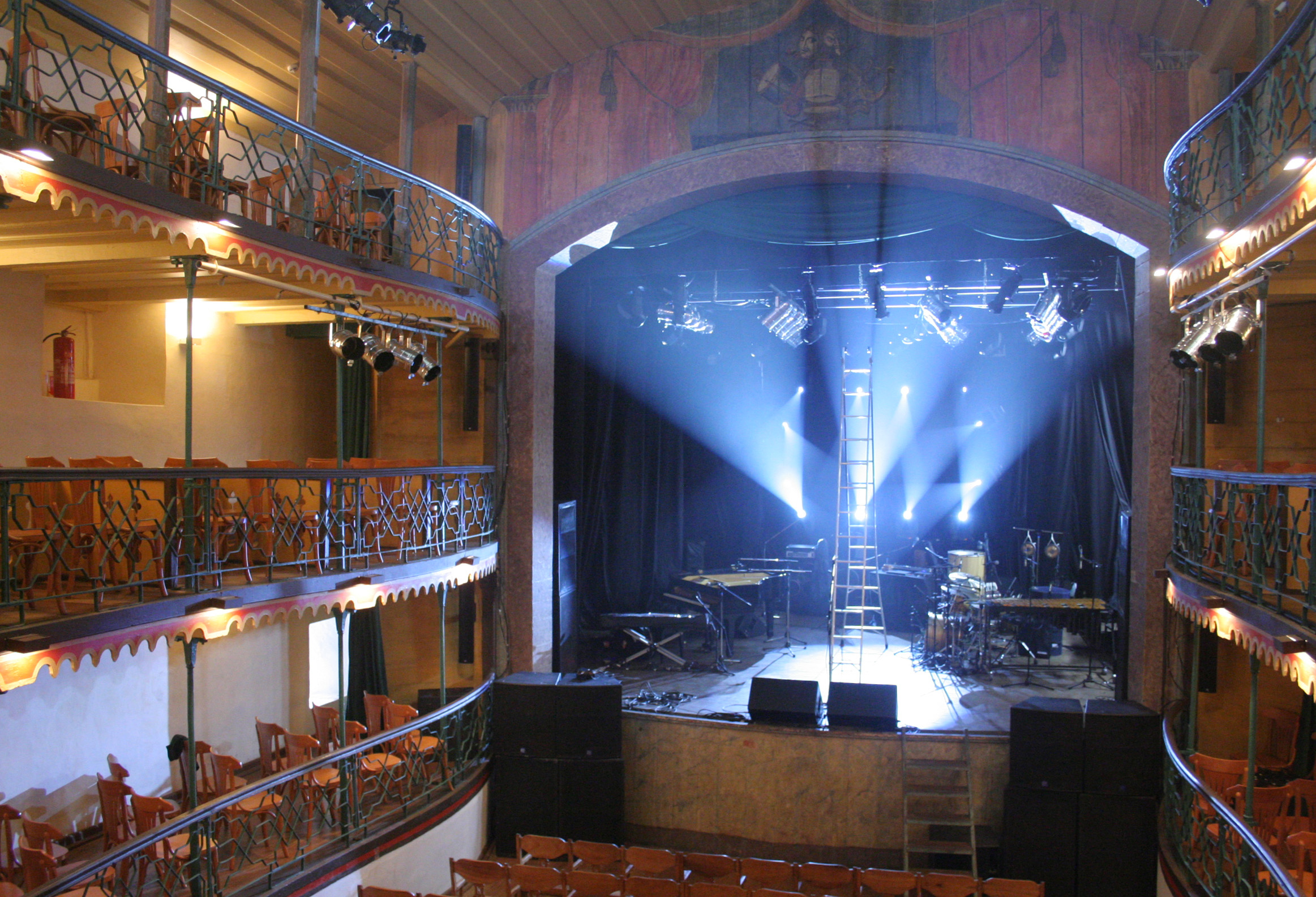
Interior del Teatro de Ouro Preto.

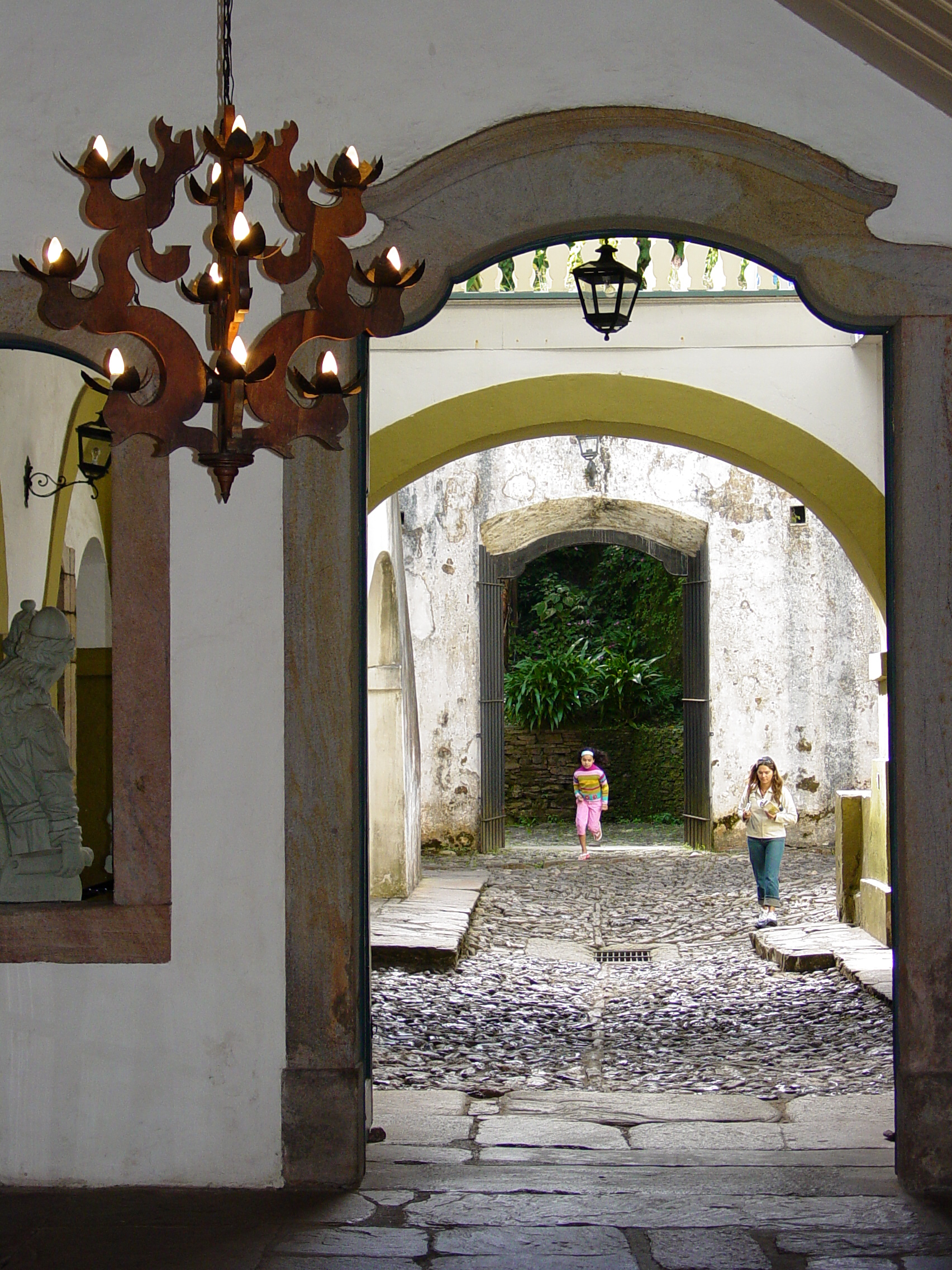
Patio en Ouro Preto - Minas Gerais

La música en la región de Minas hasta el inicio del siglo XVIII era realizada en carácter aficionado, pues el área fue poblada en una época tardía en relación con la ocupación del litoral. Los primeros signos de músicos profesionales aparecen entre 1710 y 1720, cuando comienzan a llegar los músicos experimentados de Portugal, atraídos por el rápido crecimiento económico de la región y el consiguiente florecimiento de todas las artes, formando hermandades prósperas vinculadas a las iglesias, que fueron responsables por su música sacra, así como de la construcción y ornamentación de los templos. El contexto minero fue peculiar en la historia brasileña, pues allí se descubrieron ricas minas de oro y diamantes - y de ahí el nombre que se dio a la región, las Minas Gerais - estimulando un rápido desarrollo en todos los sentidos, formándose una elite urbana que y en el caso de las obras de arte y de la música en diversas situaciones, como en el culto religioso, en las ceremonias y festejos públicos e incluso en el privado de los solares señoriales, surgiendo hasta las condiciones para representarse óperas en algunos teatros, de los cuales el de Ouro Preto, la antigua Vila Rica, es lo más importante, y el más antiguo teatro de las Américas aun en funcionamiento.
De acuerdo con Pires, a pesar de esta gran actividad, la mayor parte de la música producida en la región hasta mediados del siglo XVIII fue probablemente importada de Portugal o de las grandes ciudades brasileñas como Río de Janeiro y Salvador, con muchas orquestas y grupos de cámara, pero pocos compositores activos. Incluso el sistema de contratación de obras era poco consistente hasta mediados del siglo, y solo a partir de 1760 se inició el hábito de proceder a subastas (competencias públicas) para la contratación de los servicios musicales para todo un año, dando una perspectiva de "estabilidad a los músicos y creando condiciones para una organización a gran escala de la vida musical, estando sujeta a una serie de reglas especiales. Al mismo tiempo, la profesionalización también fomentó la competencia entre las hermandades y las órdenes terceras y las instancias civiles, deseando cada cual más controlar las funciones que patrocinaban, a fin de distinguirse unas de otras y si es posible sobrepasar a sus competidores. De hecho, muchas hermandades pasaron a mantener orquestas estables con este fin, creando escuelas diferenciadas, y estimulando a sus músicos a crear nuevas obras en cada ocasión. Esta presión constante forzó a los músicos locales al estudio en profundidad de la composición ya una rápida actualización en relación con los progresos estéticos europeos de la época tendiendo hacia el Neoclasicismo, cuando hasta entonces en Minas prevalecía, al parecer, un estilo musical arcaico, aun deudor del, Renacimiento, prácticamente saltando la etapa intermedia del Barroco, que ha dado innumerables frutos de gran significado en Europa por un largo período, y, al que se conocía por fuentes literarias, también en algunos puntos del litoral. De ello resulta que el estilo musical de la Escuela de Minas, como se llamó la producción regional hasta principios del siglo XIX, es una original síntesis de referencias en que los signos del Barroco tienden a desaparecer. Fue en este ambiente en el que Lobo de Mesquita actuó, y fue en este estilo formado localmente en el que dejó su producción.

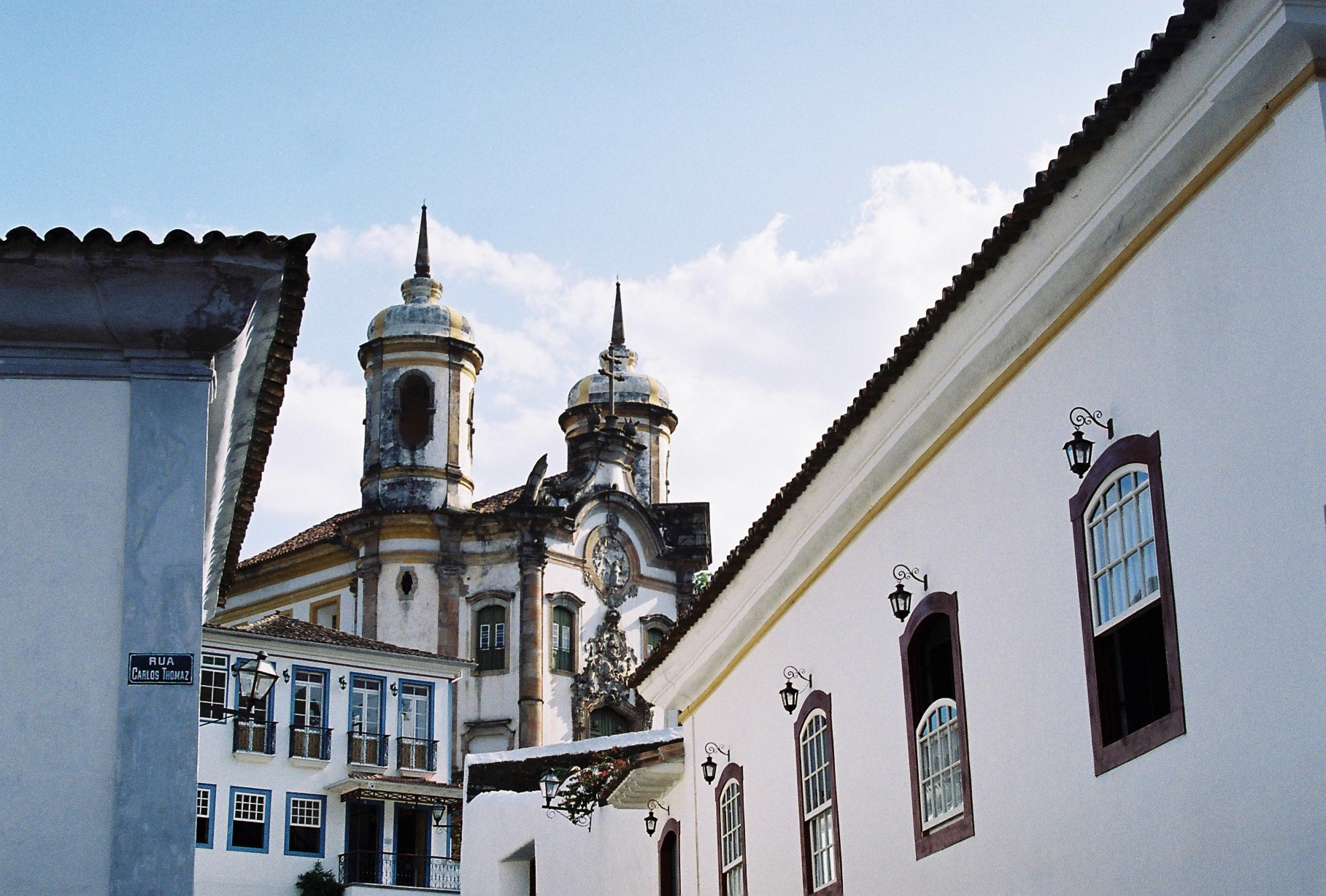
Ouro Preto, Minas Gerais

Del Barroco son visibles especialmente el uso de la técnica de la "pintura de palabras", la expresión de la teoría de los afectos barroca, cuerpo doutrinal que establecía convenciones, muchas con base en el arte de la retórica, para la representación musical de los diversos estados de espíritu, buscando efectos específicos en la audiencia. Otras características barrocas son la preferencia por movimientos de dinámica muy contrastante entre las secciones; el dramatismo, la instrumentación, y el uso del bajo continuo, que en el Clasicismo europeo se hizo obsoleto. Del Clasicismo adoptó principalmente las estructuras formales, el sistema armónico, mucho más simplificado en relación con el Clasicismo, y que tiene gran peso en el efecto final de sus creaciones, y el escaso empleo de las técnicas polifônicas, prefiriendo texturas homofónicas típicas de la vanguardia de su tiempo.

### Fortuna crítica
En vida fue músico prestigioso, miembro de varias hermandades, y recibió encomiendas de órganos oficiales. Uno de sus ofícios de difuntos fue presentado en la villa de Caeté, en 25 de enero de 1827, en memoria de la Emperatriz Leopoldina, lo que muestra que el compositor era aún reconocido y recordado más de veinte años tras su fallecimiento. 
Sin embargo, después fue bastante olvidado en Brasil en general, aunque muchas de sus obras fueran copiadas a lo largo del siglo XIX hasta mediados del siglo XX, mostrando que aún era apreciado por algunos grupos, permaneciendo conocido en la región de Minas hasta el día de hoy, donde piezas seleccionadas continuaron ininterrumpidamente en el repertorio de orquestas centenárias conectadas a las hermandades, pero dijo Paulo Castagna que hasta los años 40 en general solo se pensaba en él como organista. A partir de entonces comenzaron a ser encontrados algunos manuscritos, y especialmente con la publicación de La música en Minas Generales: un informe preliminar (1946), de Curt Lange, su obra pasó a recibir atención de los especialistas. Sin embargo, gran parte de su producción, estimada en cerca de 500 composiciones, se perdió, sobreviviendo solo cerca de 85.  De ellas, cerca de veinte tienen su autoría cuestionada en el catálogo temático de su obra realizado por Maria Inês Guimarães y publicado en 1996 en Francia. Hasta 2006, cuando Costa escribió su tesis de máster, habían sido descubiertos 12 manuscritos autógrafos (además de las copias realizadas por otros) que se encuentran en su mayoría en el Museo de la Música de Mariana.
Hoy es tenido por consenso de los estudiosos como uno de los más destacados compositores del periodo colonial y probablemente el más insigne representante de la Escuela de Minas, pero aún falta mucho por conocer de su vida y obra.

## Lista de composiciones

### Música vocal

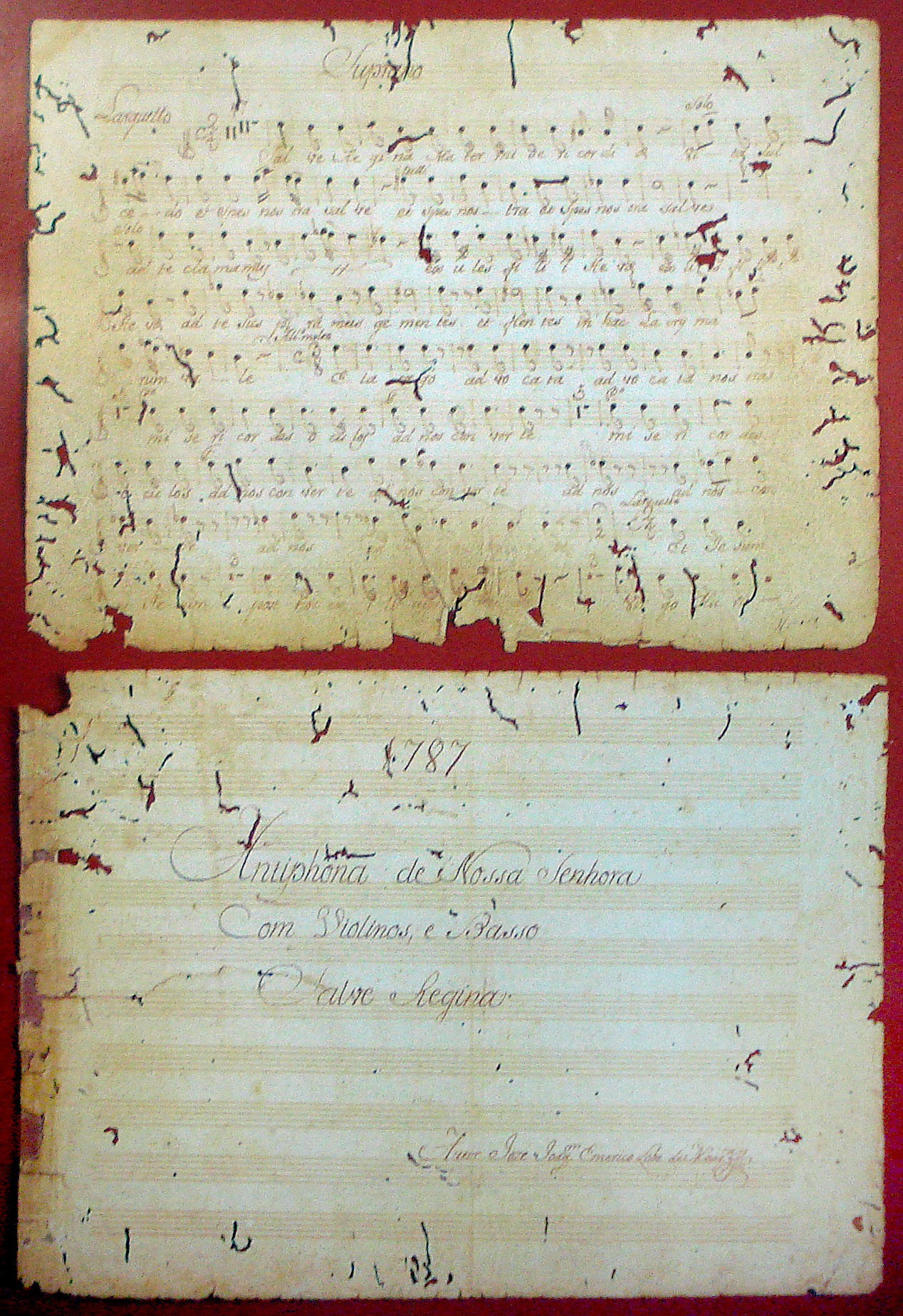
Partitura autógrafa del Salve Regina

- Missa para Quarta-Feira de Cinzas, para solistas, coro misto, violoncelo e órgão (1778)
- Regina caeli laetare (1779)
- Missa em fá nº 2, para solistas, coro misto e cordas (1780)
- Missa em mi bemol nº 1, para solistas, coro misto e cordas (1782)
  1. Kyrie eleison
  2. Christe eleison
  3. Et in terra pax
  4. Laudamus te
  5. Gratias
  6. Domine Deus
  7. Qui tollis
  8. Suscipe
  9. Qui sedes
  10. Quoniam
  11. Cum Sancto Spiritu
- Dominica in Palmis (1782)
- Ofício e Missa para Domingo de Ramos (1782)
- Tercio, para 4 vozes e cordas (1783)
- Tractus para o Sábado Santo (1783)
  1. Cantemus Domino
  2. Vinea facta est
  3. Attende cælum
  4. Sicut cervus
- Vésperas de Sábado Santo (1783)
- Antiphona de Nossa Senhora (1787)
- Salve Regina (1787)
- Antífonas para Quarta e Quinta-feira Santas
- Antífonas para Quarta, Quinta e Sexta-feira Santas
- Ária ao Pregador - Ave Regina
- Ave Regina coelorum
- Beata Mater
- Credo em dó, para 4 vozes e cordas
- Credo em fá
- Christus factus est e Ofertório
- Diffusa est gratia, concerto para solistas, coro misto e cordas
- Domingo da Ressurreição
- Heu Domine, para a procissão do Enterro do Senhor
- Heus, para a Procissão do Enterro do Senhor
- In honorem Beatae Mariae (Ladainha)
- In pacem in idipsum
- Ladainha alternada
- Ladainha de Nossa Senhora do Carmo
- Ladainha do Senhor Bom Jesus de Matosinhos
- Laudate Dominum, para o Sábado de Aleluia
- Matinas de Natal
- Magnificat
- Magnificat alternado
- Memento a quatro, em sol menor
- Missa concertada e Credo
- Missa de Sábado Santo e Magnificat
- Missa de Santa Cecília
- Missa de Réquiem
- Novena das Mercês
- Novena de Nossa Senhora da Conceição
- Novena de Nossa Senhora do Rosário
- Novena de São Francisco de Assis
- Novena de São José
- Ofício das violetas
- Officium defunctorum
- Ofício e Missa de Defuntos
- Ofício de Semana Santa, para 4 vozes e cordas
- Ofício de defuntos ("Ofício das violetas"), para 4 vozes e cordas
- Ofício de defuntos nº 2, para solistas, coro misto, violoncelo e órgão
- Paixão, Bradados e Adoração da Cruz, para Sexta-feira Santa
- Procissão de Ramos - Cum appropinquaret
- Responsório de Santo Antônio - Si quaeris miracula
- Salmo nº 112 - Laudate Pueri
- Setenário de Nossa Senhora das Dores
- Sequência Stabat Mater
- Te Deum, para 4 vozes e cordas
- Te Deum, em lá menor
- Te Deum em ré

### Música para órgano
- Difusa est Gratia Tércio
- Domine, tú mihi lavas pides